# Arpra
Arpra (Metalúrgica Arpra Ltda) foi uma indústria metalúrgica brasileira, localizada na zona leste de São Paulo, fundade em 1959 por Palácio Archipovas e Francisco Patuciavicius.
Foi fornecedora de peças fundidas em metal, principalmente o zamac, para a indústria automotiva nacional, sendo seu principal cliente a Ford do Brasil e Mercedes-Benz. Itens como ornamentos de capô do Galaxie e Landau, emblemas da linha Maverick e Corcel, emblemas e maçanetas da linha de caminhões Mercedes-benz e pequenos botões e acabamentos.
Na década de 70 começou a produzir modelos em escala de veículos pesados e tratores com a finalidade de serem utilizados como brindes para grandes empresas do ramo de transporte ou implementos agrícolas, sempre na escala 1:50. No momento da encomenda, o futuro comprador da empresa recebia uma miniatura personalizada com sua marca e suas respectivas cores para aprovação e sempre eram exibidas nas mesas e estantes das diretorias. Muitos se interessavam pela perfeição destas e buscavam a empresa para comprá-las e assim a Arpra começou a comercializá-las sob o nome comercial de "Supermini", inclusive veiculando um pequeno catálogo de folha simples em cores com seus modelos que vinha incluso na caixa. Algumas poucas lojas de colecionismo da época mantinham os modelos em estoque.
Seu processo de produção era bastante demorado e minucioso, sendo que as pequenas peças de plástico e acrílico eram produzidas por terceiros e detalhes eram pintados à mão por uma equipe de mulheres. Este processo resultava em uma miniatura de alto custo para a época, que inibiu sua fabricação em alta escala.
Produziu uma linha ampla de modelos, sendo elas Mercedes-Benz, Scania, Valmet, Caterpillar, CBT, Agrale, Dinapac, Atlas Copco, com os logotipos originais inclusive na caixa, mas as carretas e reboques não mencionavam nenhuma marca. No fim de sua vida, ainda produziu miniaturas da Volvo e três modelos de carros, sendo Chevrolet Kadett GS, Ford Escort GL e Chevrolet Monza SL/E, com acabamento e detalhes bem abaixo do nível de seus modelos da linha pesada, na tentativa de entrar no mercado de brinquedos.
A metalúrgica Arpra teve falência decretada em 2003 depois de alguns anos em inatividade. Seu galpão no bairro da Vila Prudente, na Rua Marechal Mallet, foi vendido como massa falida da empresa e demolido em 2013, hoje abriga um conjunto de prédios residenciais.

.